# Disulfiram
Disulfiram (handelsnavn Antabus) er et lægemiddel mod alkoholmisbrug. Virkningen består i ubehagelige reaktioner hvis man har taget Antabus og derefter drikker alkohol. Antabus kræver total afholdenhed fra alkohol, da kroppen reagerer selv på små mængder. Midlet er en dansk opfindelse fra 1947. Det har været den vigtigste behandling af alkoholmisbrug siden 1950'erne, men anbefales ikke længere som førstevalg.
I dag skelner man mellem alkohol-afhængighed og den mildere form alkohol-overforbrug. Man anbefaler at psykologisk og social støtte skal være den vigtigste del af behandlingen. Når det gælder medicin, findes der nyere midler, som virker ved at reducere selve trangen til alkohol.
Disulfiram bruges også som antimikrobielt middel mod fnat. Forsøgsvis bruges det mod kokainmisbrug og som antibiotikum mod borrelia. Forskning har peget på at midlet kan forebygge kræft.

## Lægemiddelform og dosis
I dag findes Antabus kun som opløselig tablet, der opløses i vand. Den bør tages ifølge en fast plan og helst under fremmøde hos læge, på ambulatorium eller behandlingssted, eller det kan gives i samarbejde med hjemmesygeplejen.
Tabletten findes i styrker à 200 mg eller 400 mg. Normal dosis er indledningsvis 200-400 mg to-tre gange om ugen, og derefter vedligeholdelsesdosis 600-800 mg to gange ugentlig eller 100-200 mg daglig.
Uden for Norden er brugen af Antabus aftagende, men anbefalingerne lyder blandt andet på:
- 500 mg (200-800 mg) daglig (Tyskland, hvor midlet dog ikke mere er på markedet)
- indledningsvis 800 mg i tre dage, derefter vedligeholdelsesdosis 200 mg daglig (Schweiz)[1]
- indledningsvis 500 mg i 1-2 uger, derefter vedligeholdelsesdosis 250 mg (125-500 mg) daglig, aldrig over 500 mg daglig (USA)[2]

Ældre forskning og vejledninger peger på et dilemma, da lav dosering ikke altid gav fuld effekt, men høj dosering gav for kraftige bivirkninger.

## Virkning
Alkohol nedbrydes normalt i leveren i tre trin. I første trin omdannes alkohol til acetaldehyd (gennem enzymet alkoholdehydrogenase), et skadeligt stof, som i høj dosis kan give kvalme, opkastninger og hovedpine (en del af årsagen til tømmermænd). I andet trin nedbrydes acetaldehyd til ufarlig eddikesyre (ethansyre). Det sker ved hjælp af et enzym ved navn acetaldehyd-dehydrogenase. Processen tager en vis tid, men fjerner normalt det giftige acetaldehyd fuldstændig. I tredje og sidste trin nedbrydes eddikesyren til vand, kuldioxid og energi.
Antabus virker ved at blokere dannelsen af dette enzym. Når det mangler, kan affaldsproduktet acetaldehyd ikke længere nedbrydes, og det ophobes derfor når man drikker alkohol. Ophobningen af acetaldehyd bliver til en forgiftning, som udløser de ubehagelige symptomer. Dette er den såkaldte alkohol-Antabus-reaktion eller alkohol-disulfiram-reaktion.
Reaktionen kan vise sig allerede ved en alkoholpromille på 0,05-0,1 (svarende til 1-2 gram alkohol eller en femtedel til tiendedel genstand), men en fuldt udviklet reaktion kommer som regel først ved en promille omkring 0,5 (svarende til én-to genstande, alt efter kropsvægt).
Forgiftningssymptomerne kan komme efter 5-10 minutter, i milde tilfælde som en rødmen og varmefølelse i ansigtet og på halsen. Der kan komme en stærk følelse af ubehag eller angst, hjertebanken (eller langsom puls), hovedpine, kvalme, opkastning, forvirring, synsforstyrrelser, svimmelhed eller besvimelse, åndedrætsbesvær og evt. kramper, kollaps og i meget sjældne tilfælde hjertestop. Milde reaktioner kan forsøges dæmpet med antihistamin. Ved sværere tilfælde bør patienten lægges med hovedet lavt, eller man bør søge læge/sygehus.
Dødsfald pga. alkohol-Antabus-reaktionen menes ikke at være forekommet i de senere årtier. Der fandtes tilfælde for 50-60 år siden, bl.a. fordi man anvendte højere dosis. I dag udelukker man behandling med Antabus hvis patienten har hjertesygdom. En artikel i Sundhedspolitisk Tidsskrift fra 2019 angiver at Lægemiddelstyrelsens opgørelse viser mistanke om at Antabus har været med til at forårsage fire dødsfald siden år 2000 og 20 siden 1975, men primært på grund af leverproblemer.
Den fulde virkning af Antabus indtræder efter ca. tre dages behandling. Effekten er større, jo højere dosis og længere tid man har fået Antabus i. Efter afslutning af behandling kan effekten vedvare i indtil to uger, hvor man må undgå alkohol. Varigheden skyldes dels at midlet har en høj grad af proteinbinding og derfor oplagres i kroppen og udskilles langsomt, dels tager det tid før leveren igen har produceret enzymet acetaldehyd-dehydrogenase i tilstrækkelig mængde til at håndtere nedbrydningen af alkohol.

### Bivirkninger
Ordnet efter hyppighed angives følgende bivirkninger:
- Meget almindelige (over 10 %): mave-/underlivssmerter, diarré, kvalme, metalsmag, opkastning, træthed, hovedpine, depression, mani, søvnighed
- Ikke almindelige (0,1-1 %): overfølsomhedsreaktion, seksuelle forstyrrelser
- Sjældne (0,01-0,1 %): neuritis optica (skade på synsnerven), neuropati (nervebetændelse), psykose
- Meget sjældne (under 0,01 %): levercellenekrose

Antabus hæmmer også enzymet dopamin-β-hydroxylase, som nedbryder dopamin til noradrenalin. Antabus øger således koncentrationen af dopamin, hvilket medfører en let løftning af stemningslejet, som kan være en del af den gavnlige virkning ved behandling af alkoholmisbrug. Påvirkningen af dopaminsystemet giver imidlertid også en risiko for psykiske bivirkninger som søvnbesvær, uro og mani (sjældnere psykose). Risikoen for bivirkninger er størst ved høj dosering eller overdosering.
Andre mulige bivirkninger er leverpåvirkning og neuropati, som oftest er reversible (forbigående). I meget sjældne tilfælde kan der opstå alvorlig leverskade efter nogle ugers behandling. Levertal (ALAT) bør måles før behandlingsstart og evt. undervejs i behandlingen såfremt der optræder utilpashed eller har været tidligere leversygdom.
Leverskade og nerveskader kan også forårsages af alkohol, ligesom psykisk sygdom eller forværring heraf (f.eks. delirium tremens ved pludseligt ophør med alkohol). Nogle gange kan det være svært at vurdere om bivirkningerne skyldes Antabus eller alkoholmisbruget (eller begge dele).

### Interaktioner
Interaktionen (vekselvirkningen) med alkohol (ethanol) er selve formålet med medikamentet. Det er således et af de få lægemidler, hvor hensigten er at fremkalde en interaktion med et andet stof.

#### Lægemidler
Antabus kan dog også påvirke en række andre lægemidler og andre stoffer. Samtidig brug af Antabus med metronidazol og tinidazol bør undgås, men er ikke absolut kontraindiceret i Danmark. Metronidazol og tinidazol har i sig selv en antabuslignende virkning i kombination med alkohol.
Antabus kan forstærke effekten eller koncentrationen af paracetamol, warfarin, phenytoin, imipramin, theophyllin og visse benzodiazepiner: diazepam, temazepam og chlordiazepoxid.

#### Andre mulige interaktioner
De anerkendte lægelige vejledninger rummer ingen særlige advarsler mod fødevarer. Der findes hypoteser eller et vist belæg for følgende mulige interaktioner:
- Større mængder acetaldehyd bør undgås. Acetaldehyd dannes typisk i ganske små mængder i nogle madvarer, hvor det bevirker en frugtagtig duft. I højere koncentration er lugten stikkende eller sødlig som lak. Det kan findes i visse frugter, meget modne frugter, citrusaroma, earl grey-te, sodavand, yoghurt/surmælksprodukter, eddike, soyasovs og fermenterede fødevarer) samt tobaksrøg.[6]

- Eddike kan indeholde rester af alkohol, men typisk indtager man små mængder uden betydning. Eddike må sælges med et indhold af alkohol op til 0,5 % (dog 1,5 % i vineddike og 2,5 % i sherryeddike). I sjældnere tilfælde kan der være store mængder acetaldehyd, forårsaget af ufuldstændig fermentering eller fejlgæring.[7] Risikoen kan måske være større ved hjemmegæret eddike.

- Koffein i f.eks. kaffe, te og energidrikke kan virke kraftigere eller i længere tid, da Antabus hæmmer udskillelsen af koffein.[8] Kaffe indeholder desuden en del acetaldehyd.

- Grøn te i større mængder eller som ekstrakt kan muligvis være problematisk, da dyreforsøg har påvist en interaktion med stoffet epigallocatechin-3-gallat (EGCG) i grøn te.[9]

- Stimulanser og lægemidler med virkning på dopamin kan kan komme til at virke kraftigere eller i længere tid, fordi Antabus hæmmer nedbrydningen af dopamin. Der er eksempler på psykose fremkaldt af daglig dosis af 250-500 mg Antabus og 36-54 mg methylphenidat (Ritalin).[10][11]

- Kroppens omsætning af kokain påvirkes på en mere kompleks måde, hvilket betyder at kombinationen kan være ubehagelig. Antabus kan samtidig nedsætte kokaintrangen og er blevet brugt til afvænning.[12] Se også: Virkning på dopamin og behandling af kokainafhængighed

### Kontraindikationer og forsigtighed
Antabus må ikke bruges ved en række alvorlige psykiske lidelser (svær psykose, alvorlig personlighedsforstyrrelse eller alvorlig organisk hjernesygdom). På grund af risikoen for alkohol-disulfiram-reaktion må det heller ikke bruges ved svært forhøjet blodtryk og ubehandlet hjertesvigt.
Antabus må ikke gives til personer med alkohol i kroppen. Der skal gå mindst 12 timer fra sidste indtagelse af alkohol til behandlingsstart, eller så lang tid som kræves før alkoholpromillen er nul.
Forsigtighed tilrådes endvidere ved selvmordsrisiko, skizofreni, tidligere psykose, leversygdom, lungesygdom, højt eller lavt stofskifte, epilepsi, polyneuropati (nervebetændelse), nyresygdom og diabetes.
Ved graviditet og amning frarådes antabus pga. manglende viden om virkningen på gravide kvinder. Midlet udskilles i modermælk i mængder som potentielt kan påvirke barnet.

## Historie
Disulfiram blev brugt til vulkanisering af gummi fra slutningen af 1800-tallet. Man havde observeret at arbejdere i gummiindustrien fik ubehagelige reaktioner af alkohol, hvilket blev beskrevet i en artikel fra 1937. Derfor overvejede man om disulfiram måske kunne bruges til behandling af alkoholisme. Det blev også afprøvet som middel mod indvoldsorm og andre parasitter.
Professor i farmakologi, dr.med. Erik Jacobsen og dr.pharm. Jens Hald arbejdede under besættelsen med at finde et middel behandling af fnat og indvoldsorm. De var selv forsøgspersoner og opdagede at stoffet gav en ubehagelig i forbindelse med indtagelse af alkohol. De publicerede opdagelsen i 1948. Selve stoffet og dets virkning var på nogle måder kendt i forvejen, men de to danskere stod for den endelige bekræftelse og lanceringen som lægemiddel. Midlet blev godkendt i Danmark i 1949 og i USA i 1951.
Antabus blev navngivet efter de latinske ord anti (mod) og abusus (misbrug). Det farmaceutiske navn disulfiram er inspireret af disulfidbindingen (af græsk di(s)- dobbelt og latin sulfur svovl), dvs. bindingen mellem to svovlatomer midt i molekylet.

### Afskrækkende behandling
I 1950'erne kunne behandlingen begynde med fremmøde på en klinik, hvor patienten fik Antabus sammen med alkohol, mens en læge eller sygeplejerske var til stede. Patienten skulle én gang opleve reaktionen for at komme til at føle et ubehag mod alkohol. Det var en form for aversionsterapi, som dengang blev opfattet som god praksis. Tankegangen bygger på behaviorismens adfærdsteori, hvor ubehagelige stimuli skulle skabe en konditionering af psyken eller hjernen, som ændrer adfærden. Fremgangsmåden tog udgangspunkt i at alkoholmisbrug var en biologisk eller indlært afhængighed. Man brugte høj dosis, 1000-3000 mg, for at fremme reaktionen på alkohol.

### Støtte til afholdenhed
På grund af alvorlige bivirkninger og enkelte dødsfald reducerede man senere dosis. Man afskaffede også praksis med at lade patienten drikke sig til en afskrækkende reaktion.
Man begyndte at fokusere mere på psykologiske aspekter. Selvhjælpsgrupper spirede frem, f.eks. Anonyme Alkoholikere. Målet var fortsat total afholdenhed, ofte på en moralsk eller religiøs basis, ligesom den klassiske afholdsbevægelse. Antabus skulle fungere som en hjælp i patientens kamp for at nå dette mål.
Det var almindeligt at patienten selv skulle tage Antabus, eller at en pårørende, f.eks. ægtefællen, gav det. Det gav problemer med compliance. F.eks. kunne patienten skjule tabletten i munden.

### Supplement til psykologisk og social indsats
I 1960 udgav den amerikanske forsker E. Morton Jellinek værket The Disease Concept of Alcoholism, som understregede opfattelsen af alkoholisme som en sygdom og forsøgte at beskrive forskellige undertyper og typiske sygdomsforløb. Man begyndte også at forholde sig mere til de psykologiske og sociale problemer i forbindelse med alkoholmisbruget. Man indførte psykologisk behandling, f.eks. kognitiv terapi, som det bærende princip i alkoholbehandling. Antabus blev mere og mere opfattet som et supplement eller en ekstra hjælp til at holde sig ædru.
Forskningen viser ikke særlig god virkning af Antabus som eneste behandling, især ikke når patienten selv skal sørge for at tage medicinen (dårlig compliance). Nogle patienter er også i stand til at drikke, selv om de indtager antabus, måske fordi deres craving efter alkohol er stærkere end oplevelsen af ubehag ved alkohol-Antabus-reaktionen. Nogle patienter kan således fortsætte misbruget, selv om de er "gået på Antabus" efter krav fra pårørende, lægen eller arbejdsgiver.
Det har herefter skabt ivrig diskussion, hvorvidt målet skal være total afholdenhed eller ej. For at skabe afholdenhed kan Antabus være en hjælp, da den blokerer totalt for indtag af alkohol. Hvis man blot vil nedsætte forbruget (få en ansvarlig brug af alkohol), er andre midler mere egnede, da de reducerer trangen. Det kan også være relevant at behandle andre forhold hos patienten, såsom angst og depression, både med medicin og psykoterapeutiske redskaber.
Antabus er meget velkendt i samfundet og er nærmest synonymt med at være "på afvænning". Nogle læger holder på denne kulturelle og traditionelle værdi og fastholder derfor Antabus som førstevalg i behandlingen. Nogle patienter ønsker specifikt Antabus, f.eks. for at tage en alkoholfri periode, da Antabus nødvendiggør at man er fuldstændig ædru.

### Diskussion om Antabus i dag

#### Mange former for alkoholmisbrug
Hvad angår farmakologisk behandling af alkoholafhængighed konkluderer rapporten, at behandling med lægemidlerne acamprosat og naltrexon er effektiv i forhold til afholdenhed og fastholdelse i psykosocial behandling. Acamprosat er særlig effektivt hos patienter med stor grad af drikketrang, såkaldt ‘craving’, og angstsymptomer, mens naltrexon er særligt effektivt hos patienter med tidlig debut af afhængighed og familiær disposition. Til gengæld er der ikke dokumentation for, at usuperviseret behandling med antabus har effekt. Superviseret antabusbehandling er imidlertid signifikant bedre end usuperviseret behandling med antabus. Generelt bør farmakologisk behandling af alkoholafhængighed altid gives sammen med en form for psykosocial indsats.

usuperviseret: patienten tager medicinen på egen hånd
superviseret: medicinen tages under overvågelse eller kombineret med samtale-/gruppeforløb
Mange alkoholikere, der tidligere har taget Antabus, kan fortælle, at de kun har set frem til det tidspunkt, hvor medicinen var ude af kroppen. Så kan de nemlig drikke igen. På den måde kan præparatet være med til at forhindre, at alkoholikeren lærer, at sygdommen alkoholisme er kronisk. Og at der er tale om en sygdom, som du er nødt til at lære at tage et personligt ansvar for. [...]
Efter en effektiv Minnesotabehandling [...] forstår du, hvorfor det ikke kan lade sig gøre at drikke, og hvad der skal gøres for at fastholde ædrueligheden. Efter en vellykket behandling behøver du ikke at bruge Antabus for at holde dig ædru. Styrken til at sige “nej tak” kommer indefra og ikke fra et udefrakommende giftstof, som Antabus netop er.
Der er mange der bruger antabus periodevist som et ekstra sikkerhedsnet ved højrisikosituationer. En højrisikosituation kan være en familiefest, eller en begivenhed hvor alkoholikeren tidligere har drukket for meget. ... Desværre har det i praksis ofte vist sig at drikketrangen kan være så voldsom at misbrugeren alligevel drikker alkohol, og at drikke på antabus medfører alvorlige bivirkninger. ... Antabus bruges til alkoholrelaterede problemer hos patienter med ønske om foreløbig eller varig afholdenhed. Hvis det endelig skal benyttes så bør det kun være sammen med psykosocial behandling. ... Mange undersøgelser har vist at antabus har en meget begrænset virkning. Antabus er ikke længere den type medicin fagfolk anbefaler til behandling af alkoholafhængighed. ... På Alfa-Fredensborg anvender vi kun antabus i sammenhæng med samtaleterapeutisk behandling. Den tilbagefaldsforebyggende behandling vil hjælpe dig til at kunne modstå alkoholtrangen og på den måde helt undvære antabus.
"... det er et fremragende middel, som fungerer virkelig godt i min branche, hvor adgangen til alkohol ofte er nem, men hvor vi er nødt til at være ædru. ... Udover at det kan holde dig ædru på arbejde, er det også et godt middel at bruge som bremseklods, hvis du kan mærke, at dit alkoholforbrug er ved at tippe over i den gale retning." – 25-årig kok
Læger og forskere betragter i dag alkohol som et nuanceret fænomen, hvor der tages højde for forskelligartede (mis)brugsmønstre, ligesom personerne og deres baggrund skal håndteres individuelt. Man skelner mellem alkoholoverforbrug og alkoholafhængighed, som svarer til to forskellige ICD-10-diagnosekoder (F10.1 skadelig brug af alkohol og F10.2 'alkoholafhængighedssyndrom). I den kommende diagnosemanual, ICD-11, vil der desuden være en diagnose for "risikoforbrug".
Ifølge en undersøgelse er 19,5 % af alkoholikerne i USA såkaldt "højtfunktionerende alkoholikere" som kan opretholde arbejde og parforhold, selv om de opfylder kriterierne for alkoholmisbrug.
Den tungere grad af alkoholmisbrug – alkoholafhængighed – behøver ikke indebære at man drikker dagligt, men betyder snarere at trangen er vedvarende, og at konsekvenserne er alvorlige. Ifølge Lægehåndbogen omfatter kriterierne blandt andet:
- trang til alkohol (craving)
- manglende evne til at styre mængden af alkohol eller standse når man "fået nok" (kontroltab)
- abstinenssymptomer (rysten, sved, uro, ubehag, angst osv. når man ikke drikker)
- brug af alkohol for at dæmpe disse abstinenssymptomer
- behov for større og større mængder (udvikling af tolerans)
- druk og tømmermænd spiller en stor rolle i personens liv (alkohol prioriteres højt, koster meget tid og penge, går ud over andre interesser, arbejde, familie, parforhold og venner)
- brug mod bedre viden (personen kan ikke stoppe selv om han/hun er bevidst om de skadelige konsekvenser)

Der findes også ikke-kroniske former for alkoholmisbrug, med de tilsvarende diagnoser akut beruselse (F10.0), episodisk brug (F10.26, også kaldet dipsomani, kvartalsdranker og i nogle sammenhænge binge drinking), samt mere komplekse alkoholdiagnoser (abstinenstilstand, alkoholpsykose, hukommelsestab eller "blackout") og eftertilstande som f.eks. alkoholisk demens og andre neuropsykiske lidelser. Antabus er ikke beregnet til behandling af alle tilstandene. En del patienter opfatter sig ikke som alkoholikere, men har somme tider ønske om en alkoholfri periode, som de gennemfører med støtte fra Antabus uden psykosocial behandling.
Vejledningerne lægger vægt på at behandle de eksistentielle og sociale problemer, evt. psykisk co-morbiditet og afhængighed af andre stoffer. Målet med behandlingen er individuelt, da det tager udgangspunkt i personens drikkemønster, overforbrug eller afhængighed, de sociale omstændigheder og graden af ødelæggelse i personens liv, som misbruget har skabt. Fra lægelig side anbefaler man ofte en reduktion af forbruget, snarere end total afholdenhed.

#### Holdninger hos brugere og behandlere
Der er ikke enighed mellem organisationer, behandlingssteder og behandlingsmodeller.
AA, minnesotamodellen og Behandlingscenter Tjele har en eksistentialistisk eller etisk tilgang til alkoholmisbrug. Selvudvikling, erkendelse og inddragelse af familien er vigtige dele af behandlingen. De opfatter alkoholisme som en livslang tilstand. Målet er at tage ansvar for eget liv og undgå alkohol fuldstændig (blive "ædru alkoholiker"). De anbefaler at Antabus kun bruges som "stopklods" til at stoppe drikkeriet og starte afvænningen.
Sinclair-metoden sigter ikke efter afholdenhed, men reduktion af alkoholforbruget. Det sker ved hjælp af lægemidlet naltrexon, som dæmper trangen til alkohol. (Se nedenfor under "Alternativer").
Moderation Management er en anden organisation som satser på mådehold frem for afholdenhed.

## Andre formål
Disulfiram virker også som antimikrobielt middel mod parasitter (antiparasitikum) og visse bakterier (antibiotikum).

### Parasitter
Disulfiram er godkendt til brug i creme mod fnat. I Sverige forhandles i håndkøb Tenutex creme med disulfiram og benzylbenzoat (også til hovedlus og fladlus). Cremen skal sidde i 24 timer og kan bruges to gange med 7-8 dages mellemrum. Bivirkningerne kan være irritation og allergiske reaktioner. Ifølge nogle anbefalinger bør man undgå alkohol under behandlingen. I Danmark kræver Tenutex udleveringstilladelse fra lægemiddelstyrelsen, som har lavet vejledning om dette og andre midler pga. udbrud af fnat som er resistent mod permethrin-creme.

### Kræft
I en dansk undersøgelse opdagede man at patienter som havde fået behandling med antabus (for alkoholisme), havde mindsket forekomst af brystkræft og prostatakræft.

### Borreliose
Forskning har påvist virkning på borreliose, hvilket første gang blev offentliggjort i 2019. Virkningen er især relevant ved biofilm, som dannes ved langvarig borreliose og i øvrigt er svært at behandle med antibiotika. Publicerede enkelttilfælde tyder foreløbig på at borreliosepatienterne er mere følsomme for disulfirambivirkninger, f.eks. forbigående neuropati og psykose, end det ellers er kendt fra behandlingen af alkoholikere. Mulige årsager kan være belastning med bakterietoksiner, neuroinflammation og en forstyrret dopaminbalance.

### Virkning på dopamin og behandling af kokainafhængighed
Disulfiram hæmmer produktionen af enzymet dopamin-β-hydroxylase, som normalt står for at nedbryde dopamin til noradrenalin. Det betyder at niveauet af dopamin øges, mens noradrenalin mindskes. Det øgede dopamin er formentlig grunden til at psykose forekommer som en kendt (men sjælden) bivirkning ved disulfiram (mellem 0,01 og 0,1 % af patienterne). Mere hyppigt er mani eller nedtrykthed, som optræder hos over 10 % af patienterne.
Dopamin er en neurotransmitter, som i hjernen indgår i eksekutive funktioner (problemløsning, opmærksomhed, planlægning, målrettethed, handlekraft), motivation og "drivkraft", lystfølelse, udadvendthed og følelsen af meningsfuldhed, velvære og tilfredshed. Dopamin spiller derfor en stor rolle i indlæring, styring af adfærd og evnen til at klare hverdagens handlinger. Forstyrrelser af dopaminfunktionen kan medføre abnorme tilstande. Noget forenklet kan "for højt" dopamin medføre løftet stemning, søvnbesvær (via mindsket dannelse af melatonin), øget libido, ludomani, og i sidste ende mani eller psykose. "For lavt" dopamin kan være forbundet med træthed, følelse af ubehag, manglende motivation, passivitet, depression, svigt af opmærksomhed og eksekutive funktioner. Det kan føre til nedsat daglig funktionsevne eller ADHD. Dopaminmangel kan også nedsætte de motoriske funktioner og indgår i lidelser som rastløse ben og Parkinsons sygdom. Komplekse forstyrrelser af dopaminsystemet spiller en rolle ved skizofreni, hvor der kan være "for højt" dopamin nogle steder i hjernen, hvilket udløser mistænksomhed eller paranoia, hallucinationer og psykose, samtidig med "for lavt" dopamin i andre funktioner, hvilket kan føre til passivitet, kropslig stivhed og nedsat kognitiv funktion.
Disulfiram er forsøgsvis blevet brugt som støtte til afvænning fra kokainmisbrug eller ved dobbelt afhængighed af kokain og alkohol. I behandlingen udnytter man den dopaminerge virkning af disulfiram.
Virkningen af stoffer som kokain, amfetamin og methylphenidat (Ritalin) består i at øge den aktive mængde af dopamin i synapserne, mellemrummet hvor nervecellerne overfører signaler til hinanden via signalstoffer. Især ved høj dosis eller gentagen brug vil hjernen reagerer med en feedback-mekanisme, som prøver at skabe en ny ligevægt. Da der nu er "for meget" dopamin, vil nervecellerne mindske virkningen ved at nedregulere følsomheden (receptorerne). Denne tilpasning begynder allerede inden for en time efter førstegangsindtagelse af kokain. Hjernen vænner sig til et forhøjet niveau af dopamin og behøver efterhånden dette forhøjede niveau for at fungere normalt. Der udvikles tolerans (større dosis kokain er nødvendig for at få samme rus), men i sidste ende også afhængighed: personen er nødt til at tage kokain bare for at opnå den normale dopaminfunktion, som gør at man kan fungere i det daglige, og for at undgå abstinenssymptomer.
Der findes to hypoteser om virkningen af disulfiram i forhold til kokain:
1. En forebyggende eller lindrende virkning, som skyldes normalisering og stimulering af dopaminfunktionen. Disulfiram hæver mængden af dopamin til et normalt eller let øget niveau. Det løfter patientens humør – hvilket er en almindelig effekt af disulfiram, også hos ikke-misbrugere. Dette giver bedre forudsætninger for at gennemføre et behandlingsforløb. Men den dopamin-løftende effekt mindsker især abstinenserne, som skyldes et dyk i patientens dopaminfunktion efter at denne ophører med at indtage kokain. Specielt hos langvarige misbrugere, hvor hjernen er tilvænnet kunstigt høje niveauer af dopamin, kan disulfiram altså lindre "nedturen".
2. En afskrækkende eller toksisk virkning af kokain kombineret med disulfiram. Da nedbrydningen af dopamin hæmmes af disulfiram, vil kokainen udløse "for meget" dopamin, som kan medføre ubehagelige symptomer på overdosis: rastløshed, angst, hjertebanken, myrekryb, kløe og evt. paranoia, hallucinationer og kramper.

Virkningen er blevet sammenlignet med alkohol-Antabus-reaktionen, selv om mekanismen er anderledes. Det spiller muligvis en rolle at de fleste mennesker allerede har hørt om Antabus, sådan at man nemt kan danne sig et billede af effekten.
Den hæmmende virkning på noradrenalin ser ikke ud til forårsage nogen kendte bivirkninger af disulfiram, muligvis bortset fra døsighed og diarré. Teoretisk kan et lavere niveau af noradrenalin medføre lav puls, lavt blodtryk, øget bevægelighed i tarmen og visse psykiske effekter som f.eks. depression, øget smertefølsomhed, nedsat opmærksomhed og indlæringsevne, men også potentielt gavnlige effekter som mindsket angst og stressfølelse.

## Andre midler
Eksperter mener i dag overvejende at Antabus er et forældet middel til alkoholbehandling, men der er ikke enighed om det. Mange læger, især i Skandinavien, bruger stadig antabus som førstevalg.
Retningslinjerne anbefaler primært acamprosat, naltrexon eller nalmefen til behandling af overforbrug eller afhængighed af alkohol. Disse midler virker sådan at de begrænser trangen til alkohol og gør det muligt at nedsætte forbruget. De kræver ikke total afholdenhed, da de ikke fremkalder en forgiftningsreaktion ligesom Antabus.
Uanset valg af medicin bør der også gives psykosocial indsats, f.eks. samtalebehandling, gruppebehandling, dag- eller døgnbehandling..

## Reference
1. ↑  Antabus, compendium.ch
2. ↑  Antabuse Dosage, drugs.com
3. ↑  J. Chick: Safety issues concerning the use of disulfiram in treating alcohol dependence, Drug Saf. 1999 May;20(5):427-35. doi: 10.2165/00002018-199920050-00003.
4. 1 2  Eksperter uenige med Sundhedsstyrelsen om brug af antabus, Sundhedspolitisk tidsskrift, 16. august 2019
5. ↑  Antabus : Interaktioner, FASS
6. ↑  Michael Uebelacker et al: Quantitative Determination of Acetaldehyde in Foods Using Automated Digestion with Simulated Gastric Fluid Followed by Headspace Gas Chromatography, J Autom Methods Manag Chem. 2011; 2011: 907317. Published online 2011 Jun 13. doi: 10.1155/2011/907317
7. ↑  Fehler im Essig und ihre Ursachen, Landwirtschaftskammer Vorarlberg, version fra: 5. oktober 2020
8. ↑  C A Beach et al: Inhibition of elimination of caffeine by disulfiram in normal subjects and recovering alcoholics , Clin Pharmacol Ther. 1986 Mar;39(3):265-70. doi: 10.1038/clpt.1986.37.
9. ↑  Ke Zhang et al: Synergistic toxicity of epigallocatechin-3-gallate and diethyldithiocarbamate, a lethal encounter involving redox-active copper, Free Radical Biology and Medicine, vol. 113, 2017, p. 143-156, ISSN 0891-5849,
https://doi.org/10.1016/j.freeradbiomed.2017.09.027.
10. ↑  Lara Grau-López et al: Psychosis induced by the interaction between disulfiram and methylphenidate may be dose dependent, Subst Abus. 2012;33(2):186-8. doi: 10.1080/08897077.2011.634968.
11. ↑  Hervé Caci et al: A Case of Disulfiram-Methylphenidate Interaction: Implications for Treatment, Am J Psychiatry 164:11, November 2007
12. 1 2  Gaval-Cruz M, Weinshenker D: Mechanisms of disulfiram-induced cocaine abstinence : antabuse and cocaine relapse, Mol Interv. 2009;9(4):175-187. doi:10.1124/mi.9.4.6
13. ↑  Kragh, 2011
14. ↑  Psykiske lidelser og adfærdsmæssige forstyrrelser forårsaget af brug af alkohol, diagnosekoder.dk
15. ↑  National Institutes of Health (28. juni 2007). "Researchers Identify Alcoholic Subtypes". Pressemeddelelse.  Hentet 17. september 2021. Arkiveret fra originalen den 3. juni 2014.
16. ↑  , Lægehåndbogen, sundhed.dk
17. ↑  Tenutex, FASS
18. ↑  Behandling av skabb Arkiveret 17. september 2021 hos  Wayback Machine, patientinformation, Akademiska Sjukhuset, Region Uppsala
19. ↑  Værd at vide om medicin mod fnat, lægemiddelstyrelsen, 13. maj 2020
20. ↑  Gro Askgaard, Søren Friis, Jesper Hallas, Lau C. Thygesen, Anton Pottegård. "Use of disulfiram and risk of cancer". European Journal of Cancer Prevention. 23 (3): 225-232. doi:10.1097/cej.0b013e3283647466.{{cite journal}}:  CS1-vedligeholdelse: Flere navne: authors list (link)
21. ↑  Kenneth B. Liegner: Disulfiram (Tetraethylthiuram Disulfide) in the Treatment of Lyme Disease and Babesiosis: Report of Experience in Three Cases, Antibiotics (Basel), 2019 Jun; 8(2): 72, doi: 10.3390/antibiotics8020072
22. ↑  Jiachen Gao et al: “Repurposing” Disulfiram in the Treatment of Lyme Disease and Babesiosis : Retrospective Review of First 3 Years’ Experience in One Medical Practice, Antibiotics 2020, 9, 868; doi:10.3390/antibiotics9120868
23. ↑  Trautmann A, Gascan H, Ghozzi R.: Potential Patient-Reported Toxicities With Disulfiram Treatment in Late Disseminated Lyme Disease, Front Med (Lausanne), 2020;7:133, doi:10.3389/fmed.2020.00133
24. 1 2  Alkoholbehandling : en medicinsk teknologivurdering, sundhedsstyrelsen, 2006
25. ↑  IRF anbefaler skift i behandling af alkoholafhængighed, Dagens Medicin, 25. februar 2015
26. ↑  Alkoholoverforbrug, pro.medicin.dk
27. ↑  Alkoholafhængighed, pro.medicin.dk